# Tom Smith (Rugbyspieler)
Thomas James „Tom“ Smith (* 31. Oktober 1971 in London, England; † 6. April 2022 in Südfrankreich) war ein schottischer Rugby-Union-Spieler, der auf der Position des Pfeilers eingesetzt wurde. Er war für die schottische Nationalmannschaft aktiv und spielte zuletzt für die Northampton Saints. Er nahm an zwei Touren der British and Irish Lions teil.
Smith lief 1997 erstmals für Schottland im Spiel um den Calcutta Cup gegen England auf. Nach nur drei Länderspielen wurde er für die Tour der Lions nach Südafrika nominiert, kam in allen drei Testspielen gegen die Springboks zum Einsatz und war einer der Garanten für den erfolgreichen Ausgang der Serie. Im Jahr 1999 gewann er mit der schottischen Nationalmannschaft die Five Nations, der bis heute letzte Turniererfolg des Landes. Im selben Jahr wechselte er von den Glasgow Caledonians nach Frankreich zu CA Brive. 2001 verließ er den Verein und ging zu den Northampton Saints und wurde für die Australien-Tour der Lions berücksichtigt. Wie 1997 spielte er in allen drei Testspielen. Er ist damit der einzige Schotte, der in allen sechs Spielen zum Einsatz kam.
Smith beendete seine internationale Karriere 2005 nach den Six Nations. Er war allerdings noch bis zum Ende der Saison 2008/09 für die Saints aktiv. Seine Vereinskarriere endete mit dem Finale des European Challenge Cup, das Northampton gewann. Mit seinem Alter von 37 Jahren war er zum Zeitpunkt seines Karriereendes der älteste Spieler der englischen Liga.
Smith trat unter dem neuen Cheftrainer von Edinburgh Rugby Rob Moffat eine Stelle als Assistenztrainer an. Er sollte sich um die Stürmer des Teams kümmern. Er starb im April 2022 im Alter von 50 Jahren an den Folgen einer Krebserkrankung.